# あさりせんべい (田原)
あさりせんべい（あさりせんべい）とは、愛知県田原市の菓子蔵せきが作る、田原市の銘菓。イカとあさりとデンプンを主原料とする、直径9 - 10 cmの煎餅である。

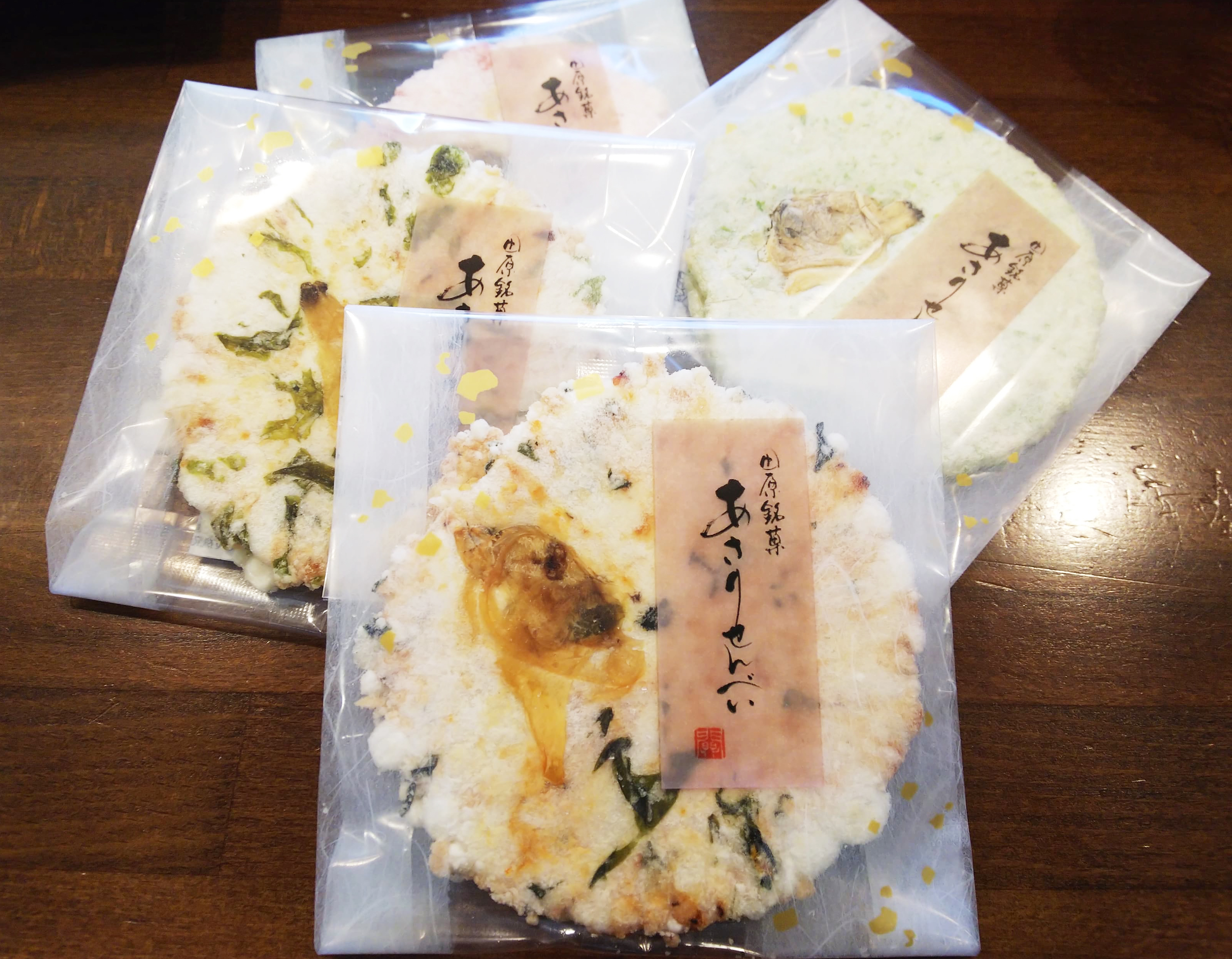
あさりせんべい

## 概要
1989年（平成元年）に「田原銘菓あさりせんべい」を開発商品化、後にさまざまなフレーバーが発売される。あさりせんべいは三河湾で取れたイカのすり身とデンプンに三河湾の名産であるあさりのゆで汁を加えてまぜ、あさりの剥き身をのせてプレスしてできる和菓子である。
あさりせんべいの包装紙は渡辺崋山の「一掃百態」である。田原市在住だった作家の杉浦明平が、週刊朝日のグラビアページで、お気に入りのおやつで、ビールのおつまみにするとして紹介している。

## 開発の経緯
1989年（平成元年）のふるさと創生事業の補助金制度により、田原町商工会が募集していた「田原町むらおこし事業推奨品」へ応募するため、あさりを使って郷土のお菓子を作ろうと思い立ち、３代目の関由典氏が開発し、同推奨品の第１期認定商品となった。

## フレーバー
あさりせんべい、あさりせんべいわかめ入り、あさりせんべい金胡麻入り、あさりせんべい青海苔入り、あさりせんべい青海苔海老、浅蜊三昧、花せんべいなどがある。

## 全国の類似品
- 深川あさりみそ煎餅 - 深川みなとや
- あさりせんべい - 千葉県木更津市 山野井米菓